# NFTY
La Federació Nord-americana de la Joventut del Temple (en anglès: North American Federation of Temple Youth) (NFTY) és el moviment juvenil del judaisme reformista, existeix per organitzar i donar suport als grups juvenils a les sinagogues reformistes. Prop de 750 grups locals de joves estan afiliats amb l'organització, incloent un total de 8.500 joves membres. L'associació progressista d'escoles de dia reformades, està afiliada amb la URJ. En 2014, hi havia 14 escoles de dia jueves que formaven part de l'associació, dues al Canadà, una en la Terra d'Israel, i la resta als Estats Units d'Amèrica. La NFTY, forma part de la Unió pel Judaisme Reformista.